# Communauté de communes des Vallées de la Brèche et de la Noye
Die Communauté de communes des Vallées de la Brèche et de la Noye war ein französischer Gemeindeverband mit der Rechtsform einer Communauté de communes im Département Oise in der Region Hauts-de-France. Sie wurde am 29. Dezember 1992 gegründet und umfasste 41 Gemeinden. Der Verwaltungssitz befand sich im Ort Breteuil.

## Historische Entwicklung
Am 1. Januar 2017 wurde der Gemeindeverband mit der Communauté de communes de Crèvecœur-le-Grand zur neuen Communauté de communes de l’Oise Picarde zusammengeschlossen.

## Ehemalige Mitgliedsgemeinden
1. Abbeville-Saint-Lucien
2. Ansauvillers
3. Bacouël
4. Beauvoir
5. Bonneuil-les-Eaux
6. Bonvillers
7. Breteuil
8. Broyes
9. Bucamps
10. Campremy
11. Chepoix
12. Esquennoy
13. Fléchy
14. Froissy
15. Gouy-les-Groseillers
16. Hardivillers
17. La Hérelle
18. Maisoncelle-Tuilerie
19. Le Mesnil-Saint-Firmin
20. Montreuil-sur-Brêche
21. Mory-Montcrux
22. La Neuville-Saint-Pierre
23. Noirémont
24. Noyers-Saint-Martin
25. Oroër
26. Oursel-Maison
27. Paillart
28. Plainville
29. Puits-la-Vallée
30. Le Quesnel-Aubry
31. Reuil-sur-Brêche
32. Rocquencourt
33. Rouvroy-les-Merles
34. Saint-André-Farivillers
35. Sainte-Eusoye
36. Sérévillers
37. Tartigny
38. Thieux
39. Troussencourt
40. Vendeuil-Caply
41. Villers-Vicomte